# 紀元前311年
紀元前311年（きげんぜん311ねん）は、ローマ暦の年である。
当時は、「ブルトゥスとバルブラが共和政ローマ執政官に就任した年」として知られていた（もしくは、それほど使われてはいないが、ローマ建国紀元443年）。紀年法として西暦（キリスト紀元）がヨーロッパで広く普及した中世時代初期以降、この年は紀元前311年と表記されるのが一般的となった。

## 他の紀年法
- 干支 : 庚戌
- 日本
  - 皇紀350年
  - 孝安天皇82年
- 中国
  - 周 - 赧王4年
  - 秦 - 恵文王14年
  - 楚 - 懐王18年
  - 斉 - 宣王9年
  - 燕 - 昭王元年
  - 趙 - 武霊王15年
  - 魏 - 襄王8年
  - 韓 - 襄王元年
- 朝鮮
  - 檀紀2023年
- ベトナム :
- 仏滅紀元 : 234年
- ユダヤ暦 :

## できごと

### セレウコス朝
- セレウコス1世は、改めて自身をバビロニアのサトラップに任命し、メディア王国とエラムの支配を宣言した。

### 小アジアとシリア
- プトレマイオス1世はシリアの侵攻を目指したが、デメトリオス1世が戦いに勝利し、アンティゴノス1世もシリアに軍を進めた。そのため、わずか1か月後、プトレマイオス1世はシリアから軍を引き揚げた。
- セレウコス1世の脅威に対抗して、アンティゴノス1世は、バビロニアを支配するセレウコス1世以外の全ての敵と和平を結ぶことを決断した。全てのディアドコイは、現在の国境線とギリシアの街の自由を確認した。また、プトレマイオス1世とリュシマコスは、それぞれエジプトとトラキアのサトラップであると確認され、アンティゴノス1世とカッサンドロスはアジアとヨーロッパの軍隊の司令官であると確認された。アンティゴノスは摂政の位を退位し、アジア全体の将軍職、小アジアを含みダーダネルス海峡からユーフラテス川までの地域の支配者となった。
- 全ての陣営によって、アレクサンドロス3世の息子のアレクサンドロス4世が6歳になった時に、帝国全体の王になることが合意された。
- ディアドコイの間の和平の合意はすぐに破られた。アンティゴノスによってギリシアの自由な街に守備隊が配置されたのを口実に、プトレマイオスとカッサンドロスは、彼に対して改めて敵意を抱いた。

### シチリア
- カルタゴの将軍ハミルカルは、軍勢を率いて地中海を越え、ヒメラ川の戦いでシュラクサイの僭主アガトクレスを破った。ハミルカルはシュラクサイを除くシチリア島全域を支配下に入れ、アガトクレスは、シュラクサイで包囲された。

### 中国
- 蜀の宰相が蜀侯を殺害した。
- 秦の張儀が使者として楚に赴くと、楚の懐王は張儀を殺そうとした。張儀が靳尚（中国語版）に厚く賄賂を送ったため、懐王は張儀を釈放した。張儀は楚と秦の協力を説いた。秦の恵文王が再び張儀を出国させると、張儀は韓・魏・斉・趙・燕の諸王に対して、各個に秦と同盟を結ぶ連衡策を説かせた。
- 秦の恵文王が死去し、太子の蕩（武王）が即位した。武王は張儀を嫌って排斥したため、六国の諸侯は再び秦に対抗する合従策を採るようになった。

## 死去
- 恵文王 - 中国戦国時代の秦の王